# Municipio de Pehčevo
El municipio de Pehčevo (en idioma macedonio: Општина Пехчево) es uno de los ochenta y cuatro municipios en los que se subdivide administrativamente Macedonia del Norte.

## Geografía
Este municipio se encuentra localizado en el territorio que abarca la región estadística del este.

## Población
La población de esta división administrativa se encuentra compuesta por un total de 5.517 personas (según las cifras que arrojaron el censo llevado a cabo en el año 2002). La superficie de este municipio abarca una extensión de territorio de unos 208,2kilómetros cuadrados. Mientras que su densidad poblacional es de unos veintisiete habitantes por cada kilómetro cuadrado.